# Son Volt
Son Volt ist eine Independentband, die 1994 von Jay Farrar in New Orleans, Louisiana nach der Auflösung der Band Uncle Tupelo gegründet wurde. Sie wird dem Genre Alternative Country zugeordnet. Ihr Album Trace wurde vom englischsprachigen Rolling Stone als eins der besten Alben des Jahres 1995 gewählt.

## Stil
Der Stil bewegt sich zwischen leisen Folk- und Countryballaden, die an Bob Dylans John Wesley Harding erinnern, bis zu Kneipenrock im Sinne von Neil Young mit Crazy Horse. Sie werden oft mit den frühen Wilco, den Jayhawks, und R.E.M. in der Automatic-for-the-People-Phase verglichen.

## Pause
Auch wenn sich Son Volt zwar laut Jay Farrar bei jedem Album mehr künstlerische Freiheit erkämpfen konnten, verhielt es sich mit der Gunst der Fans umgekehrt proportional. Nach ihrem dritten Album kündigte das Major-Label Warner Music Group wegen mangelnder Verkaufszahlen den Vertrag. Seit 2001 veröffentlichte Farrar verschiedenen Soloaufnahmen, betonte jedoch, dass Son Volt nicht aufgelöst sei. 2005 reformierte er die Band, wobei jedoch keines der ehemaligen Mitglieder außer ihm weiterhin dabei ist. Auf dem Independent-Label Transmit Sounds erschien das Album Okemah and the Melody of Riot.

## Diskografie
- Trace (1995), Warner
- Straightaways (1997), Warner
- Wide Swing Tremolo (1998), Warner
- Okemah and the Melody of Riot (2005), Transmit Sounds Records
- The Search (2007), Transmit Sounds Records
- American Central Dust (2009)
- Honky Tonk (2013)
- Notes of Blue (2017)
- Union (2019)
- Electro Melodier (2021)